# Stampede Pass
Der Stampede Pass (1.119 m hoch) ist ein Gebirgspass im Pazifischen Nordwesten der Vereinigten Staaten über die Kaskadenkette im Bundesstaat Washington. Südöstlich von Seattle und östlich von Tacoma gelegen, liegt seine Bedeutung für den Verkehr hauptsächlich bei der Eisenbahn, da ihn keine befestigte Straße quert. Er liegt etwa 20 km südsüdöstlich des Snoqualmie Pass, dem Übergang der Interstate 90 über die Kaskadenkette, und 3,2 km südlich des Keechelus Lake.
Der Pass und der etwas südlich von ihm in knapp 870 m Höhe gelegene 3 km lange Stampede Tunnel spielten eine bedeutende Rolle in der Geschichte der Northern Pacific Railway. Der Tunnel wurde als Verkehrsweg im Mai 1888 eröffnet und wird aktuell vom Nachfolger der NP, der BNSF Railway, betrieben.
Nach über einem Jahrzehnt der Ruhe im späten 20. Jahrhundert wurden die Stampede-Pass-Linie und der Tunnel 1997 von der BNSF wiedereröffnet, welche die Route als eine von zwei direkten Northern-Transcon-Hauptlinien über die Kaskaden zwischen Spokane und der Metropolregion Seattle nutzt.

## Entdeckung des Passes
Der Pass wurde von Virgil Bogue entdeckt, einem Bauingenieur der Northern Pacific. (Bogue verließ die NP später, um Chef-Ingenieur der Union Pacific Railroad und später der Western Pacific Railroad zu werden.)
Es folgt Bogues Bericht vom Januar 1881, der aus der Sammlung von Robert A. Robey stammt, dem Hauptverantwortlichen der Verbindung über den Stampede Pass in den 1960er Jahren bei der Northern Pacific in Auburn.
„Etwa am 1. Januar 1881 bekam ich die Anweisung von Colonel Isaac W. Smith [einem Vermesser und Bauingenieur], den Tacoma Pass zu erkunden, der von J. T. Sheets im vorangegangenen Herbst entdeckt wurde; außerdem sollten die Kaskaden nach Norden bis zu einem bestimmten Punkt einbezogen werden, der alle möglichen Pässe abdeckte, die hinunter zum Green River in dieser Richtung führen. Im vorigen Herbst wurden vier Hütten von einer Kolonne unter Colonel Smiths Leitung in brauchbare Unterkünfte verwandelt; die Hütten befinden sich zwischen Thorpe’s Prairie, nachträglich als Supply Camp bekannt geworden, und einem Punkt vier oder fünf Meilen [6,4 … 8 km] westlich vom Tacoma Pass. Eine Abteilung von drei oder vier Männern, gut mit Vorräten ausgestattet, brach während des Winters von Thorpe’s Prairie auf und wurde angewiesen, für jegliche Aufträge, die sie erreichen würde, bereit zu sein. Als wir Tacoma verließen, um die Erkundung zu starten, wurden Anweisungen an diese Männer geschickt, die Bergkette zu überqueren und eine fünfte Hütte so weit wie möglich in Richtung Green River gelegen zu bauen. Sie sollten unsere Gruppe zu treffen zu versuchen, indem sie von Westen aus in unsere Richtung gingen.
Wir verließen Tacoma ohne Verspätung und gingen zu McClintock’s, an der Wasserscheide zwischen White River und Green River (nahe Enumclaw) gelegen. Von McClintock’s ab waren wir gezwungen, einen Weg durch das Gebüsch und umgestürzte Bäume zu bahnen. Unser erstes Lager schlugen wir bei McClintock’s am 17. Januar 1881 auf. Wir arbeiteten permanent an dem Pfad, verließen gelegentlich das Lager und lagerten am 26. Januar 1881 am Green River an einem Punkt, 500 … 1000 Fuß [150 … 300 m] östlich von der jetzigen zweiten Querung des Flusses.
Unser Lager am Green River war das Camp No. 5.
Wir setzten unsere Arbeit an dem Weg fort und erreichten unser Camp No. 7 am 8. Februar 1881 am Green River an der Mündung eines Flusses, den wir später Canoe Creek nannten, weil wir dort versuchten, ein Kanu zu bauen und scheiterten. Bei unserer Ankunft lag der Schnee etwa zwei Fuß [über einen halben Meter] hoch und war überfroren. Die Packtiere konnten unserer Ansicht nach nicht weitergehen und es war schlicht nicht praktikabel, den Weg zu verlassen. Wir beschlossen daher, auf die Schlitten, mit denen wir ausgestattet waren, zurückzugreifen und sie an den tiefen Stellen auf den Rücken zu nehmen, an denen sie nicht zu gebrauchen waren. Der Trupp war auch mit Schneeschuhen ausgestattet, aber es war nicht immer praktikabel, sie zu benutzen.
Mit Packtieren und Schlitten, die Ausrüstungen zur Hütte am Canoe Creek brachten, konnte der Trupp weitermachen und erreichte Camp No. 10 am 19. Februar. An diesem Ort waren wir gezwungen, vier Tage zu rasten, was wir einem heftigen Regen verdankten, der alle Kanäle im Fluss derart ansteigen ließ, dass er praktisch unpassierbar wurde. Am Morgen des 24. Februar brachen wir wieder auf und sahen kurz nach Verlassen des Lagers einen großen Adler über unseren Köpfen kreisen; das Lager, das wir eben verlassen hatten, nannten wir deshalb Eagle Gorge.
Am 2. März erreichten wir Camp No. 13 am Green River, nicht weit von der Mündung, die später die des Smay Creek (nahe Maywood) genannt wurde. [Smay Creek bildet die Westgrenze des 1911 von Elmer G. Morgan gegründeten Nagrom.] Die Arbeit und die Beanspruchungen des Trupps hatten seit Verlassen des Canoe Creek wie auch schon vorher einige der Männer entmutigt und ich beschloss, mit einem kleinen Trupp von drei oder vier ohne Ausrüstung und nur mit Proviant für ein paar Tage versehen die Hütte zu suchen, die der oben beschriebene andere Trupp bei Thorpe’s Prairie bauen sollte.
Ich gab den Zurückbleibenden Anweisung, ihre Zeit damit zu verbringen, aus dem Lager am Canoe Creek Vorräte zu ihrem Lager heraufzubringen, bis sie wieder von mir hören würden. Am Morgen des 3. März brach ich mit meinen Begleitern Joe Wilson, dem Indianer Peter und dem Indianer Charley auf.
Das erste Lager, von mir Camp No. 14 genannt, wobei ich die Lager-Nummern von unten einfach fortsetzte, war nicht weit von Green River Hot Springs auf einem Hügel. Unser nächstes Lager, Camp No. 15, befand sich auf einer Kiesbank in dem später von uns so genannten Sunday Creek, weil wir nahe Lester an diesem Bach am Sabbath großartige Arbeit leisteten. In der Nacht vom 5. zum 6. Februar errichteten wir Camp No. 16 am Fuß der Bergkette im von Camp Creek und Sunday Creek geformten Winkel (nahe Borup). Wir hatten demzufolge die Hütte bereits passiert, welche wir später etwa eine Meile [1,6 km] oberhalb der Mündung des Sunday Creek in den Green River fanden. Unsere Erkundung führte am Nordufer des Green River entlang; wir waren natürlich dem Sunday Creek gefolgt und hatten aufgrund des starken Baumwuches keine anderen größeren Zuflüsse gesehen.
Am Tag unserer Ankunft am Camp No. 16 erkannten wir, dass unsere indianischen Begleiter nicht besonders zu gebrauchen waren und nur unsere Vorräte aufzehrten. Wir sandten sie deshalb mit Anweisungen zum Haupttrupp zurück, mehr Proviant herbeizuschaffen und unseren Spuren zu folgen. Wir blieben bis zum Morgen des 9. Februar in Camp No. 16, erkundeten die Flüsse und Bergketten an diesem Ort und hofften, ein paar Spuren der Hütte der Männer zu finden, die uns treffen sollten. Während wir dort rasteten brach Joe Wilson zum Rückweg auf und traf die Indianer, die uns mehr Proviant besorgen sollten.
Er schickte die Indianer zurück und brachte allen Proviant mit, so dass wir Camp No. 16 am Morgen des 9. Februar verließen. Wir fühlten uns prächtig. Wir schlussfolgerten, dass die Hütte, die wir suchten, an einem anderen Zweig des Green River liegen musste und setzten unsere Suche am Sunday Creek fort, dabei so gut wir konnten nach anderen größeren Flüssen Ausschau haltend. Diese fanden wir ohne Schwierigkeiten und kurz darauf stießen wir auf Zeichen und Feuer hinter den Bäumen, die die Anwesenheit von Weißen anzeigten. Als wir schließlich die Hütte fanden, waren die Männer nicht anwesend, hatten sie aber offensichtlich mehrere Tage vorher verlassen. Wir fanden in Kürze den von ihnen beschrittenen Weg und folgten ihm über die Berge. Als wir am Tacoma Pass in einem Schneesturm am 9. März um 5 Uhr 45 nachmittags ankamen, zeigte das Aneroid-Barometer eine Höhe von 3.760 Fuß [1.146 m]. Wir setzen unseren Weg über den Pass fort und erreichten Cabin No. 3 am Cabin Creek nahe der Mündung des Coal Creek nach Einbruch der Dunkelheit. An den folgenden Tagen gingen wir nach Thorpe’s Prairie, wo wir unsere Freunde fanden. Von diesem Punkt sandte ich einen Boten über die Berge, der Tacoma über unseren Pfad in vier Tagen erreichte.
Um gut ausgeruht zu sein, blieben wir vom 10. bis zum Morgen des 14. März in Thorpe’s Prairie. Dann brachen wir zum Tacoma Pass auf. Während des 14., 15. und 16. erkundeten wir den Cabin Creek, den Tacoma Pass und den unmittelbar nördlich gelegenen Sheet’s Pass genannten Pass.
Am Morgen des 16. März verließen wir Cabin No. 3, wo wir für unsere Erkundung in der Nähe des Tacoma Pass gelagert hatten, um entlang der Bergkette nach Norden zu gehen. Wir benutzten Schneeschuhe und trugen den Proviant, den wir hatten. Der Schnee lag zwischen sieben und 30 Fuß [ca. 2 … 9 m] hoch. Wir folgten dem Hauptstrom des Cabin Creek und kletterten am Abend des 16. auf einen Punkt, 600 Fuß [183 m] östlich der Kette, wo wir bis zum Morgen lagerten. Am Morgen kletterten wir auf den Gipfel und folgten der Kette zu einer hohen Spitze südlich davon. Von dort aus überblickten wir die Quellen des Camp Creek und des Sunday Creek. Hier stolperte einer der Männer und fiel einen steilen Abhang hinunter, bis er im Schnee stecken blieb.
Weil sein Schneeschuh Ursache des Sturzes war, nannten wir den Berg Snow Shoe Butte [engl. butte=Spitze]. In dieser Nacht lagerten wir unterhalb des Grats zwischen der Spitze und dem Stampede Pass.
Am nächsten Tag versuchten wir den Pass zu finden, den wir deutlich von der Spitze aus sehen konnten. Der Verlauf der Bergkette war über eine große Strecke südöstlich, offensichtlich in Richtung des Yakima River. Dies täuschte uns in Bezug auf die von uns eingeschlagene Richtung und wir gingen mehrmals über die Kette zurück in der Hoffnung, eine nach Norden führende zu finden, welche wir in der Hauptwasserscheide vermuteten. Diese Suche war schließlich erfolglos und wir lagerten in der Nacht des 18. März nahezu an derselben Stelle, an der wir auch schon am 17. gelagert hatten. Die Witterung am 18. war kalt und die Bergspitzen waren von einem kalten Nebel umgeben, der sich manchmal als Schneesturm entpuppte.
Am Morgen des 19. brachen wir morgens um 8 Uhr 30 vom Lager auf. Das Wetter war schön, nicht eine Wolke war am Himmel zu sehen. Wir hatten schließlich beschlossen, auf der Bergkette, auf der wir uns befanden, zu bleiben. Wir drängten vorwärts und hatten ein solches Glück, dass wir um 10 Uhr 10 am Pass ankamen; das Aneroid Barometer zeigte eine Höhe von 3.495 Fuß [1.065 m] an. Andy Drury, einer der Männer, bemerkte, als wir hinunterschauten und die Hänge von Sunday Creek und Green River erblickten, dass es der schönste Pass in diesem Gebirge sei. Wir verweilten nur ein paar Augenblicke und setzten dann unseren Weg nach Norden fort und erkundeten auf unserem Weg an diesem erfolgreichen Tag drei weitere Pässe. Vom nördlichsten Pass aus, den wir als letzten betrachten, der nach Norden zu irgendeinem Zufluss des Green River führte, erkundeten wir einen Strom, der in den Lake Kitchelos (heute Kechelus) floss. Wir kamen am Lake Kitchelos um 5 Uhr 15 nachmittags am 21. März an und am nächsten Tag bei Cabin No. 1, welche immer noch an der Mündung des Cabin Creek steht. Am folgenden Tag kamen wir nach Thorpe’s Prairie.
Bis zu dieser Zeit begannen mehr Vorräte aus Ellensburg einzutreffen, mit denen wir unsere Entdeckungen fortsetzen konnten. Da wir schon mit dem Land vertraut waren, sandten wir die Vorräte so schnell wie sie eintrafen auf Schlitten und auf den Rücken der Männer zum Tacoma Pass. Wir sammelten dort genug Vorräte, um die Erkundungen am 1. April zu starten. Die Männer, die ich am Green River nahe dem Smay Creek verlassen hatte, waren wieder zu uns gestoßen und wurden während der Saison von einer großen Kraft verfolgt, mehrere Strecken vom Tacoma Pass und vom Stampede Pass abzulaufen.
Alle Pässe nördlich des Stampede Pass wurden in Augenschein genommen, und ausreichende instrumentelle Untersuchungen wurden zur Bestimmung ihrer Eigenschaften ausgeführt. Im Ergebnis wurde der Stampede Pass schließlich als einer der in diesen Bergen am besten geeigneten ausgewählt. Außer mir selbst waren die folgenden Männer an der Erkundung der Bergkette vom Tacoma Pass nordwärts beteiligt und hatten den Stampede Pass entdeckt: James Gregg, Andy Drury und Matthew Champion. Gregg war der Koch.“

## Benennung des Passes
Bogue schrieb William Pierce Bonney von der Washington State Historical Society 1916 über die Benennung des Passes:
„Ich hatte einen Wegebau-Trupp, der nahe dem Stampede Lake lagerte. Dieser Trupp wurde von einem Vorarbeiter kontrolliert, der meiner Meinung nach nicht viel erreichte. Als der andere Trupp, der den Weg vom Canoe Creek den Green River aufwärts zu meinem Lager an der Mündung des Sunday Creek bahnen sollte, seine Arbeit beendete, schickte ich dessen Vorarbeiter in das Lager am Stampede Lake, das vom oben erwähnten Trupp belegt war, mit einem Brief, der ihn autorisierte, die Führung zu übernehmen. Daraufhin rannte eine große Zahl des vorher erwähnten Trupps wild davon [engl: to stampede=wild davonrennen ]. Es gab eine wirklich große Tanne in diesem Lager am Stampede Lake, die eine große von den verbliebenen Männern geschlagene Blesse aufwies. Mit einem kleinen Stück Holzkohle schrieben sie auf diese Blesse die Worte ‚Stampede Camp‘.“
Bonney, der für die Northern Pacific am Stampede Pass arbeitete, fügte hinzu: „Als die Männer in der Mitte des Nachmittags am Tag des Weglaufens die Arbeit niederlegten, kehrten sie in das Lager zurück, wo sie geschäftig auf das Abendessen warteten; als der Vorarbeiter kam und dem Koch sagte, die Lebensmittel seien für die Männer bestimmt, die für die Eisenbahngesellschaft arbeiten würden. Diese Männer hätten ihre Verbindung zur Firma verloren und sollten daher nicht beköstigt werden; an diesem Punkt begann das eigentliche Fortlaufen.“
Als er einige Wochen früher erkundet wurde, war der Pass Garfield Pass zu Ehren des kürzlich ins Amt berufenen Präsidenten Garfield benannt worden, aber Stampede Pass wurde der allgemein benutzte Name.

## Die Spitzkehre auf der Passhöhe
Die Northern Pacific stellte den Stampede Tunnel unter dem Stampede Pass 1888 fertig (siehe Abschnitt unten). In der Zwischenzeit entschied sich die NP jedoch, nicht auf die Fertigstellung zu warten und baute eine Spitzkehre auf der Passhöhe.
Nach A Brief History of the Northern Railway (dt.: „Eine kurze Geschichte der Northern Railway“) wurde eine Spitzkehre mit 5,6 Prozent Steigung durch den Chef-Ingenieur Anderson frühestens ab 1884 untersucht. Die Trasse wurde im Frühjahr 1886 erkundet. Es gab drei Spitzkehren auf jeder Seite der Kaskade sowie ein großes doppeltes Hufeisen auf der Passhöhe. Während des Baus der Spitzkehre setzten Schneefälle den Arbeitern zu; es war ein Schnitt durch 12 Meter hohen Schnee auf der Passhöhe erforderlich. Zur Spitzkehre gehörten eine Meile (1,6 km) massive Holzverschalung, eine 3/4 Meile (1,2 km) Schneeschutz-Dächer und 31 Trestle-Brücken. Als der Boden im Frühjahr 1887 aufgetaut war, verschoben sich die neu gelegten Gleise und erzeugten neuerlich Arbeit. Die Northern Pacific gab 15.000 US$ für den Schutz der Arbeiten während des Baus der Spitzkehre aus.
Um die Strecke zu betreiben, bestellte die Northern Pacific zwei der zu dieser Zeit größten verfügbaren Dampfloks der Welt. Ungeachtet ihrer Größe war es aufgrund der starken Steigungen erforderlich, jeweils eine dieser Lokomotiven an jedem Ende eines fünf Wagen umfassenden Zuges zu platzieren. Die Züge benötigten eine Stunde und fünfzehn Minuten für die acht Meilen (13 km) lange Spitzkehre; außerdem war ein Bremser auf jedem zweiten Wagen erforderlich. Der erste Test-Zug über die Spitzkehre fuhr am 6. Juni 1887. Der erste Personenzug nach Fahrplan, der die Spitzkehre nutzte, kam am 3. Juli 1887 um 7 Uhr 15 abends in Tacoma an.
Auch nach der Fertigstellung des Tunnels wurde die Spitzkehre für kurze Perioden in den 1890er Jahren genutzt, als Wartungsarbeiten im Tunnel nötig wurden.

## Stampede Tunnel
Die erste Tunnel wurde von James T. Kingsbury, Assistenz-Ingenieur, im August 1882 geplant. Weitere Tunnelstrecken wurden von den folgend namentlich genannten Ingenieuren geplant, hatten aber praktisch denselben Ausgangspunkt am Westende: John A. Hulburt, John Quincy Barlow und F.C. Tucker. Die endgültige Festlegung erfolgte durch William H. Kennedy.
J. Q. Jamieson war verantwortlicher Assistenz-Ingenieur vom Beginn der Arbeiten bis zum 23. Oktober 1887, als er von Edwin Harrison McHenry (dem späteren Chef-Ingenieur der Northern Pacific) ersetzt wurde, welcher die Verantwortung bis zur Fertigstellung von Tunnel, Schneeschutzwänden und Nebengleisen an beiden Tunnelausgängen innehatte.
F. M. Haines war für die Passage am Westende und Andrew Gibson für die Passage am Ostende verantwortlich; beide arbeiteten über die gesamte Bauzeit. N. B. Tunder war der Superintendent des Auftragnehmers am Westende; dieselbe Stellung hatte Captain Sidney J. Bennet, ein Bruder des Auftragnehmers, am Ostende inne.
Der Vertrag zum Vortrieb des Tunnels wurde am 21. Januar 1886 an Nelson Bennett vergeben. Die Arbeiten am Ostende begannen mit Hand-Bohrungen am 13. Februar 1886. Luftdruckbohrer wurden am 18. Juni 1886 eingeführt. Die Handbohrer erreichten im Schnitt einen täglichen Vortrieb von 1,07 Metern, die Luftdruckbohrer von 1,77 Metern. Am Westende begannen die Arbeiten mit Handbohrern am 1. April 1886. Luftdruckbohrer wurden am 1. September 1886 eingeführt. Der durchschnittliche Vortrieb mit Handbohrern betrug hier 1,22 m, mit Luftdruckbohrern 2,1 m. Die Bohrköpfe trafen am 3. Mai 1888 aufeinander, der Tunneldurchbruch insgesamt fand am 11. Mai 1888 statt. Der Tunnel wurde für den Verkehr am 27. Mai 1888 eröffnet. Die Kosten betrugen 767.839,80 US$ für den Vortrieb, was bei 3.000,48 Metern 78 US$ pro Fuß (255,90 US$ je Meter) entsprach. Es fielen weiterhin 138.864,50 US$ für den Extra-Aushub von 880,11 m³ (31.081 Kubikfuß), mithin 157,78 US$ je m³ (4,50 US$ je Kubikfuß) an, außerdem 105.302,33 US$ für die Trassierung. Die Gesamtkosten betrugen 1.013.006,63 US$. Die Opfer waren 17 Tote und 17 Verletzte auf der Westseite und elf Tote und 22 Verletzte auf der Ostseite. Einer wurde von einem Bauzug getötet. Die Ausmauerung des Tunnels begann am 16. Juni 1889 und wurde am 16. November 1895 fertiggestellt. Pro Fuß fielen dafür 54,08 US$ an. Ein Vorarbeiter wurde von einem herabstürzenden Felsen erschlagen, zwei Arbeiter von einem Bauzug getötet und ein weiterer Arbeiter von einem Stromschlag. es wurden 7.310,1 m³ Zement verbaut. Die meisten der 9.816.620 Ziegel stammten aus Tacoma.
Der Eisenbahntunnel am Stampede Pass ist in der Mitte gewölbt, so dass kein Tageslicht von einem Ende des Tunnels am anderen gesehen werden kann; im Gegensatz dazu sind die ersten beiden Cascade Tunnel der Great Northern Railway am Stevens Pass (2,6 Meilen – 4,2 km – bzw. 7,8 Meilen – 15,6 km – lang und 1900 bzw. 1929 erbaut) in gerader Linie und einem konstant abfallenden Winkel von Nordost nach Südwest gebaut. Da Dampfloks in jeder Richtung innerhalb des Stampede Tunnel einen Anstieg zu bewältigen haben, wurden Passagiere und Begleitpersonal durch die im Tunnel verbliebenen Gase beinahe tödlich geschockt; daraufhin wurde später eine Zwangsbelüftung an der Westseite installiert. Der Anstieg beträgt 2,2 % an der Ostseite und 2,2 % an der Westseite von Lester aus. Durch den Tunnel führt ein einzelnes Gleis in Normalspur.
Andrew Gibson, geboren und ausgebildet in Schottland, begann für die NP beim Hauptlinienbau in Oregon zu arbeiten, etwa acht Meilen (12,9 km) westlich von Portland. Er war zunächst ab 1. Juli 1883 Sekretär von Mr. O. Phil, Assistenz-Ingenieur, und blieb in dieser Position, bis die Abteilung etwa Ende Oktober aufgelöst wurde. Im Januar 1884 war er Nivellierer für Colin Mcintosh, Assistenz-Ingenieur an der Kalama-Steigung. Weiterhin arbeitete er ab 27. April 1884 als „bush hook dude“ mit William H. Kennedy bei den Cascade Division Surveys, die in South Prairie starteten und sich nach Osten vorarbeiteten. Er wurde Anfang Juni zum Markscheidergehilfen und Mitte August zum Nivellierer befördert, als die 25 Meilen (40 km) lange Strecke zwischen South Prairie und Eagle Gorge fertiggestellt war. Gibson ging den Ingenieuren William T. Chalk, John Quincy Barlow, J.Q. Jamieson und Herbert S. Huson zur Hand, buchstäblich allen auf der Stampede-Pass-Linie tätigen. Gibson stieg weiter auf, bearbeitete die Topographie an der Spitzkehre und arbeitete an der Tunnellinie, die den Yakima River im Yakima Canyon querte. Schließlich wurde er selbst Assistenz-Ingenieur, der die Tunneltrassierung überwachte sowie das Auffüllen der zahlreichen temporären Trestles, die in Eile gebaut wurden, um den Fertigstellungstermin zu halten. Es ist primär seiner gewissenhaften Arbeit zu verdanken, dass detaillierte Berichte aus erster Hand über die Arbeiten vorliegen. Gibson fuhr mit der Überwachung der Bautätigkeiten der NP in der Palouse und der gigantischen Gurt-Fabrik in Paradise (Montana) fort. Er wurde schließlich verantwortlicher Chefingenieur für die Unterhaltung der Straßen in Saint Paul. Er begann bescheiden mit der Rodung dessen, was später die Hauptstraße des Nordwestens werden sollte.

## Zweigleisiger Ausbau
Eine Generalüberholung der Linie von Lester zum Stampede Tunnel wurde zwischen 1912 und 1915 durchgeführt. Dabei wurden ein neuer Lokschuppen in Lester, doppelte Gleise von Lester zum Westeingang des Tunnels 4 und ein kleiner Tunnel nur eine Meile (1,6 km) westlich des Stampede Tunnel gebaut, sowie die frühere Schleife über Weston durch ein großes Stahl-Viadukt ersetzt. Zur selben Zeit wurde die Strecke von Martin, am Ost-Portal gelegen, nach Easton zweigleisig ausgebaut.
Im August 1984 legte die Burlington Northern die Strecke als redundant still. Zwischen 1995 und 1996 nahmen die BN und ihr Nachfolger BNSF Railway die Strecke als Reaktion auf das steigende Verkehrsaufkommen im Pazifischen Nordwesten wieder in Betrieb. Seit 2007 haben sich BNSF und Regierungsbehörden in Washington darauf festgelegt, den Stampede Tunnel zu erweitern, um größere intermodale Frachtwaggons passieren zu lassen; die aktuelle Höhe von 6,7 Metern ist für doppelstöckige Intermodal-Waggons ungeeignet.

## Tourismus
Die Northern Pacific eröffnete 1939 ein Skigebiet am Ost-Portal des Stampede Tunnel, das Martin Ski Dome genannt wurde. Das Resort sollte mit dem wenige Meilen nördlich gelegenen Milwaukee Ski Bowl der Milwaukee Road in Hyak, das 1937 eröffnet wurde, konkurrieren. Der Martin Ski Dome wurde 1942 mit Beginn des Zweiten Weltkrieges geschlossen und 1946 nach Ende des Krieges an die University of Washington Students Association verkauft. Es wurde als „Husky Chalet“ mit zwei Schleppliften wieder eröffnet. Der Betrieb wurde bis 1956 aufrechterhalten, bis schwere Schneefälle die Unterkunft zum Einsturz brachten. Dieses Skigebiet wurde nie wieder aufgebaut.
Die Mountaineers im Pazifischen Nordwesten betreiben gleichfalls ein Skigebiet südöstlich des Ost-Portals des Stampede Tunnel. Die Meany Lodge mit drei Schleppliften wurde 1928 erbaut und ist für jedermann an den Winterwochenenden von Anfang Januar bis Anfang März geöffnet. Es hat eine PSIA-zertifizierte Wintersportschule und ist eines der ältesten Skigebiete des Landes.
Der einzige öffentliche Zugang zum Pass befindet sich im Osten; der Zugang von Westen ist nicht öffentlich, weil dieses Gebiet Teil des Green-River-Einuzgsgebietes ist, welches von den Tacoma Public Utilities (Tacoma Water) gemanagt wird und teilweise in deren Eigentum liegt; die Sperrung dient der Absicherung reinen und frischen Wassers für die Wasserversorgung von Tacoma.